# Coppa KOVO 2012 (maschile)
La Coppa KOVO 2012, 7ª edizione della coppa di lega sudcoreana di pallavolo maschile, si è svolta dal 18 al 26 agosto 2012: al torneo hanno partecipato 6 squadre di club sudcoreane e la vittoria finale è andata per la prima volta ai LIG Greaters.

## Regolamento

### Formula
La competizione prevede due fasi, quella preliminare e quella finale:
- Nella fase preliminare le sei squadre provenienti dalla V-League vengono divise in due gironi da tre squadre, al termine dei quali le prime due classificate di ciascun girone si qualificano alla fase finale;
- Nella fase finale le formazioni qualificate si sfidano in incontri di semifinale e finale in gara unica, con gli accoppiamenti basati sul posizionamento nella fase preliminare.

### Criteri di classifica
L'ordine del posizionamento in classifica è stato definito in base a:
- Numero di partite vinte;
- Ratio dei punti realizzati/subiti;
- Ratio dei set vinti/persi.

## Squadre partecipanti
| Girone A           | Girone B            |
| ------------------ | ------------------- |
| Hyundai Skywalkers | KEPCO Vixtorm       |
| Korean Air Jumbos  | Rush & Cash Dream 6 |
| LIG Greaters       | Samsung Bluefangs   |

## Torneo

### Fase a gironi

#### Gruppo A

##### Risultati
| 18 agosto 2012 Suwon Gymnasium, Suwon Durata: 1h:45 - Spettatori: 4 072 | Korean Air Jumbos  | 3 - 1 | Hyundai Skywalkers | 25-17, 25-23, 23-25, 25-19       |
| 20 agosto 2012 Suwon Gymnasium, Suwon Durata: 1h:23 - Spettatori: 1 542 | Hyundai Skywalkers | 0 - 3 | LIG Greaters       | 20-25, 16-25, 23-25              |
| 22 agosto 2012 Suwon Gymnasium, Suwon Durata: 1h:56 - Spettatori: 1 976 | Korean Air Jumbos  | 2 - 3 | LIG Greaters       | 16-25, 25-22, 18-25, 25-23, 9-15 |

##### Classifica
| Pos. | Squadra            | G | V | P | SV | SP | Ratio | PF  | PS  | Ratio |
| ---- | ------------------ | - | - | - | -- | -- | ----- | --- | --- | ----- |
| 1    | LIG Greaters       | 2 | 2 | 0 | 6  | 2  | 3,000 | 185 | 152 | 1,271 |
| 2    | Korean Air Jumbos  | 2 | 1 | 1 | 5  | 4  | 1,250 | 191 | 194 | 0,984 |
| 3    | Hyundai Skywalkers | 2 | 0 | 2 | 1  | 6  | 0,167 | 143 | 173 | 0,826 |

#### Gruppo B

##### Risultati
| 19 agosto 2012 Suwon Gymnasium, Suwon Durata: 1h:27 - Spettatori: 2 226 | Rush & Cash Dream 6 | 1 - 3 | Samsung Bluefangs | 14-25, 25-16, 20-25, 20-25 |
| 21 agosto 2012 Suwon Gymnasium, Suwon Durata: 1h:38 - Spettatori: 1 201 | Samsung Bluefangs   | 3 - 1 | KEPCO Vixtorm     | 25-18, 25-21, 23-25, 25-16 |
| 23 agosto 2012 Suwon Gymnasium, Suwon Durata: 1h:17 - Spettatori: 999   | Rush & Cash Dream 6 | 3 - 0 | KEPCO Vixtorm     | 25-20, 26-24, 25-22        |

##### Classifica
| Pos. | Squadra             | G | V | P | SV | SP | Ratio | PF  | PS  | Ratio |
| ---- | ------------------- | - | - | - | -- | -- | ----- | --- | --- | ----- |
| 1    | Samsung Bluefangs   | 2 | 2 | 0 | 6  | 2  | 6,000 | 189 | 159 | 1,189 |
| 2    | Rush & Cash Dream 6 | 2 | 1 | 1 | 4  | 3  | 1,330 | 155 | 157 | 0,987 |
| 3    | KEPCO Vixtorm       | 2 | 0 | 2 | 1  | 6  | 0,170 | 146 | 174 | 0,839 |

### Fase finale
|  | Semifinali          | Semifinali |                   |              | Finale | Finale |  |
|  |                     |            |                   |              |        |        |  |
|  | LIG Greaters        | 3          |                   |              |        |        |  |
|  | LIG Greaters        | 3          |                   |              |        |        |  |
|  | Rush & Cash Dream 6 | 0          |                   |              |        |        |  |
|  | Rush & Cash Dream 6 | 0          |                   | LIG Greaters | 3      |        |  |
|  |                     |            |                   | LIG Greaters | 3      |        |  |
|  |                     |            | Samsung Bluefangs | 0            |        |        |  |
|  | Samsung Bluefangs   | 3          | Samsung Bluefangs | 0            |        |        |  |
|  | Samsung Bluefangs   | 3          |                   |              |        |        |  |
|  | Korean Air Jumbos   | 1          |                   |              |        |        |  |

#### Semifinali
| 24 agosto 2012 Suwon Gymnasium, Suwon Durata: 1h:13 - Spettatori: 1 385 | LIG Greaters      | 3 - 0 | Rush & Cash Dream 6 | 25-22, 25-22, 25-14        |
| 25 agosto 2012 Suwon Gymnasium, Suwon Durata: 1h:51 - Spettatori: 1 633 | Samsung Bluefangs | 3 - 1 | Korean Air Jumbos   | 25-19, 32-30, 22-25, 25-17 |

#### Finale
| 26 agosto 2012 Suwon Gymnasium, Suwon Durata: 1h:11 - Spettatori: 3 274 | LIG Greaters | 3 - 0 | Samsung Bluefangs | 25-15, 25-20, 25-20 |